# Tom Pyatt
Thomas Cullum „Tom“ Pyatt (* 14. Februar 1987 in Thunder Bay, Ontario) ist ein ehemaliger kanadischer Eishockeyspieler, der im Verlauf seiner aktiven Karriere zwischen 2003 und 2020 unter anderem 485 Spiele für die Canadiens de Montréal, Tampa Bay Lightning und Ottawa Senators in der National Hockey League (NHL) auf der Position des Centers bestritten hat. Sein älterer Bruder Taylor und sein Vater Nelson waren ebenfalls professionelle Eishockeyspieler.

## Karriere
Tom Pyatt begann seine Karriere als Eishockeyspieler bei den Saginaw Spirit, für die er von 2003 bis 2007 in der kanadischen Juniorenliga Ontario Hockey League (OHL) aktiv war. In diesem Zeitraum wurde er im NHL Entry Draft 2005 in der vierten Runde als insgesamt 107. Spieler von den New York Rangers aus der National Hockey League (NHL) ausgewählt. Für deren Farmteam Hartford Wolf Pack spielte der Center von 2007 bis 2009 in der American Hockey League (AHL), wobei er in der Saison 2007/08 parallel 19-mal für Hartfords Kooperationspartner Charlotte Checkers in der ECHL auflief und dabei sechs Tore und neun Vorlagen erzielte.

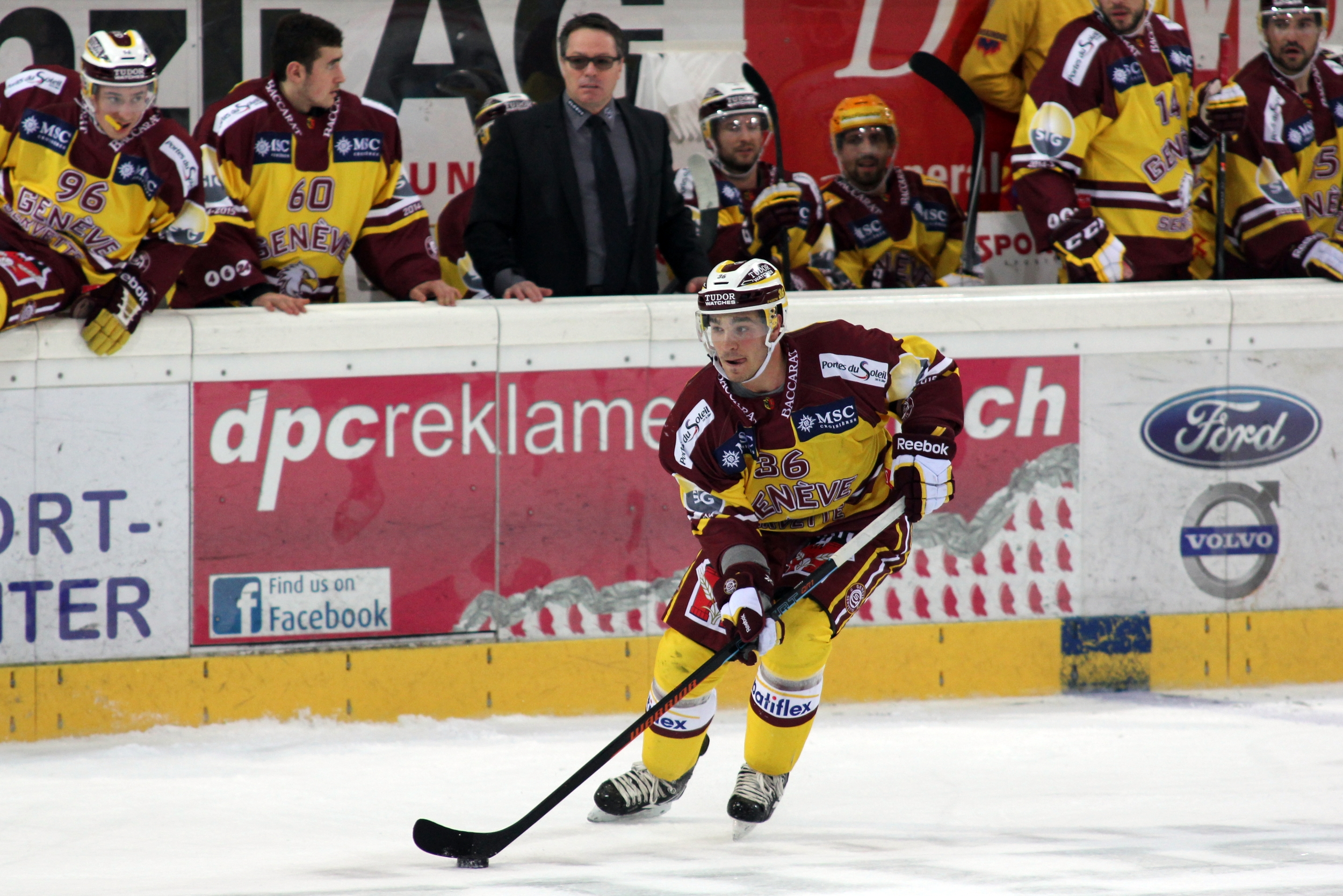
Pyatt im Trikot des Genève-Servette HC (2014)

Ende Juni 2009 wurde Pyatt zusammen mit Scott Gomez und Michael Busto im Tausch gegen Christopher Higgins, Ryan McDonagh und Pawel Walentenko zu den Canadiens de Montréal transferiert. Die Saison 2009/10 begann der Kanadier bei Montréals AHL-Farmteam Hamilton Bulldogs. Für diese erzielte er in 41 Spielen 13 Tore und gab 22 Vorlagen, woraufhin er von den Canadiens in ihr NHL-Team befördert wurde. Bis Saisonende erzielte er für Montréal in insgesamt 58 Spielen vier Tore und fünf Vorlagen in der NHL. In der Saison 2010/11 spielte der zweifache Junioren-Weltmeister ausschließlich für das NHL-Team der Canadiens. Im Juli 2011 einigte er sich auf einen Zweiwegevertrag für ein Jahr bei den Tampa Bay Lightning.
Nach insgesamt drei Jahren in Tampa wechselte der Kanadier im August 2014 zum Genève-Servette HC in die Schweizer National League A (NLA) und folgte damit seinem bereits einen Monat früher gewechselten Bruder Taylor. Nach zwei Jahren in Genf kehrte Pyatt in die NHL zurück, indem er im Mai 2016 einen Einjahresvertrag bei den Ottawa Senators unterzeichnete. Dieser wurde im Sommer 2017 um zwei Jahre verlängert. Allerdings wurde er bereits im Januar 2019 samt Mike McKenna und einem Sechstrunden-Wahlrecht für den NHL Entry Draft 2019 an die Vancouver Canucks abgegeben, während im Gegenzug Anders Nilsson und Darren Archibald nach Ottawa wechselten. Die Canucks gaben Pyatt im gleichen Atemzug an ihr Farmteam Utica Comets ab.
Während des NHL Entry Draft 2019 wurde Pyatt im Tausch für Francis Perron zu den San Jose Sharks transferiert. Darüber hinaus erhielt Vancouver ein Siebtrunden- und San Jose ein Sechstrunden-Wahlrecht in diesem Draft. In San Jose wurde der auslaufende Vertrag des Kanadiers jedoch nicht verlängert, sodass er im Juli 2019 ein weiteres Mal nach Europa wechselte und sich dem Skellefteå AIK aus der Svenska Hockeyligan (SHL) anschloss. Nachdem er im Saisonverlauf abermals in die Schweiz zum SC Rapperswil-Jona Lakers gewechselt war, beendete der 33-Jährige im Sommer 2020 seine aktive Karriere.

### International
Für Kanada nahm Pyatt im Juniorenbereich an der U18-Junioren-Weltmeisterschaft 2005 sowie den U20-Junioren-Weltmeisterschaften 2006 und 2007 teil. Bei der U18-WM 2005 gewann er mit seiner Mannschaft die Silbermedaille, bei den beiden U20-Junioren-Weltmeisterschaften wurde er mit Kanada jeweils Weltmeister.

## Erfolge und Auszeichnungen
- 2007 William Hanley Trophy
- 2014 Spengler-Cup-Gewinn mit dem Genève-Servette HC
- 2014 Topscorer des Spengler Cups
- 2015 Spengler-Cup-Gewinn mit dem Team Canada

### International
- 2005 Silbermedaille bei der U18-Junioren-Weltmeisterschaft
- 2006 Goldmedaille bei der U20-Junioren-Weltmeisterschaft
- 2007 Goldmedaille bei der U20-Junioren-Weltmeisterschaft

## Karrierestatistik

### International
Vertrat Kanada bei:
- U18-Junioren-Weltmeisterschaft 2005
- U20-Junioren-Weltmeisterschaft 2006
- U20-Junioren-Weltmeisterschaft 2007

(Legende zur Spielerstatistik: Sp oder GP = absolvierte Spiele; T oder G = erzielte Tore; V oder A = erzielte Assists; Pkt oder Pts = erzielte Scorerpunkte; SM oder PIM = erhaltene Strafminuten; +/− = Plus/Minus-Bilanz; PP = erzielte Überzahltore; SH = erzielte Unterzahltore; GW = erzielte Siegtore; 1 Play-downs/Relegation; Kursiv: Statistik nicht vollständig)